# 개잎갈나무
개잎갈나무(학명: Cedrus deodara 케드루스 데오다라[*])는 구과목 소나무과의 식물이다. 종명 ‘deodara’는 인도어 ‘deodar’에서 왔는데, 신의 나무를 뜻하는 산스크리트어 ‘devdar’가 어원이다. 북한에서는 '설송'이라고 부르고 있다.
1930년경에 한반도로 도입되어 관상수 및 원예수로서 식재되었다. 하지만 21세기에 들어서서는 여러 가지 이유로 인해 그 상품성이 줄어들었으며, 그 때문에 근래에는 창립된 지 오래된 대학 건물이나 교육 시설들, 관공서 건물이나 아파트 등지를 제외하면 새로 지은 건물 단지나 공원가에 개잎갈나무를 식재한 것을 보기가 어렵게 되었다.

## 특징
늘푸른바늘잎나무(常綠針葉樹)로 키가 40~50m에 이른다. 아주 큰 나무는 줄기 지름(胸高直徑. diameter of breast)이 3m에 키(樹高. tree height)가 60 m에 이르기도 한다. 옆가지는 옆으로 뻗어 있고 잔가지는 밑으로 처진다. 어린가지에는 털이 뭉쳐 자란다. 나무 껍질은 검은 잿빛인데 갈라지며 벗겨진다. 뿌리는 천근성이다.
구과식물들 중 맹아력이 강한 편이다. 피자식물까지는 아니더라도 전지를 강하게 하여도 잠아가 옆가지에서 생성된다. 원줄기 및 3년생 가지 이상에서는 수지로 인해 잠아가 생성되지 않아 이 특성을 모르고 옆가지까지 전지하여 나무가 결국 죽게 되는 사례가 많다. 

### 잎
잎은 단면이 삼각형이고 끝이 뾰족하다. 길이는 3~4 cm이며 녹색을 띤다. 긴 가지에서는 방사상으로 나게 되는 반면, 짧은 가지에는 30개가 모여 난다.

### 꽃과 열매

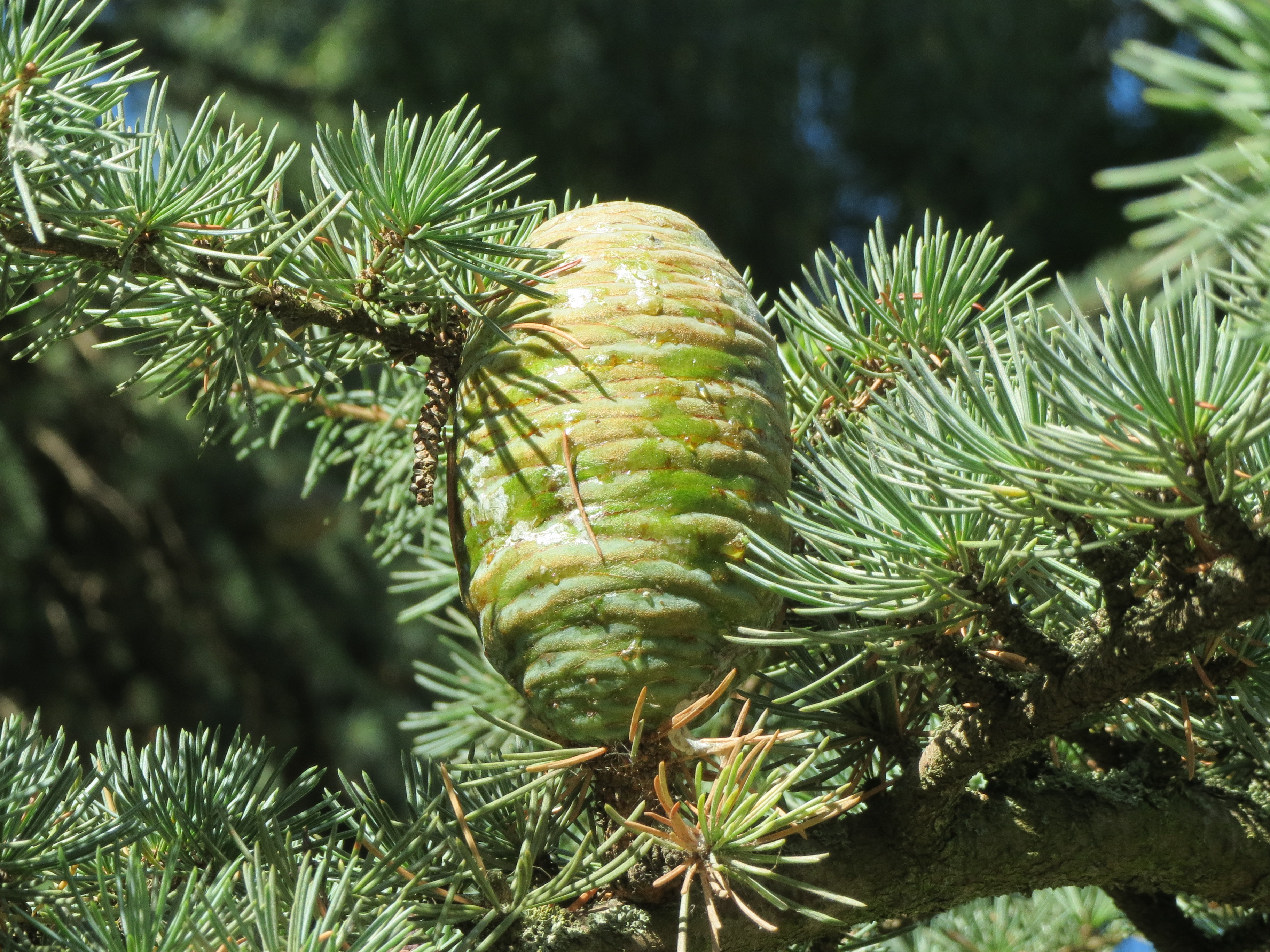
개잎갈나무의 잎과 암구화수(암꽃)

암수한그루로 10월에 짧은 가지 끝에 암꽃과 수꽃이 곧게 서서 핀다. 수구화수는 원통형이고 길이는 3-5cm이며, 암구화수는 장란형으로 길이는 3-4cm이다.
열매도 마찬 가지로 위를 향해 곧추 선 채로 달려 있다. 열매는 구과형이며 타원 모양이다. 길이는 7-10 cm 정도이다, 지름은 6 cm 정도로 녹색빛이 도는 회갈색이다. 비늘은 넓은 선상(扇狀) 삼각형이고 가장자리와 뒷면이 밋밋하지만 겉에 잔털이 있으며 씨앗이 2개씩 들어 있다. 씨앗은 삼각형으로 넓은 막질의 날개가 있고 자엽은 9-10개이며 날개는 길이가 2.2-3.7 cm이다. 꽃이 핀 이듬해 9~10월에 열매가 밤색으로 여문다.

### 생태
히말라야 북서부에서 아프가니스탄 동부 사이의 일대에 분포한다. 잎갈나무속에 비하면 상록성이나, 구과식물 수목 중에서는 추위에 매우 약한 편이다. 따라서 대전 이북에서는 월동이 불가하다. 속성수이므로 매우 빠르게 자라나는 편이다.

## 쓰임새
과거에는 관상수로 많이 심었으나 21세기에 들어서는 오래 된 건물 단지 등에서나 볼 수 있을 만큼 가로수 및 관상수로서의 가치가 많이 줄어들었다.
나무 목질부는 방향유나 방향제를 만드는 데 쓰이기도 하는데, 개잎갈나무 방향제(Himalayan Cedar Essential Oil)는 주로 말 혹은 소 등의 가축에 해충을 방제하는데 쓰이기도 한다.

## 사진

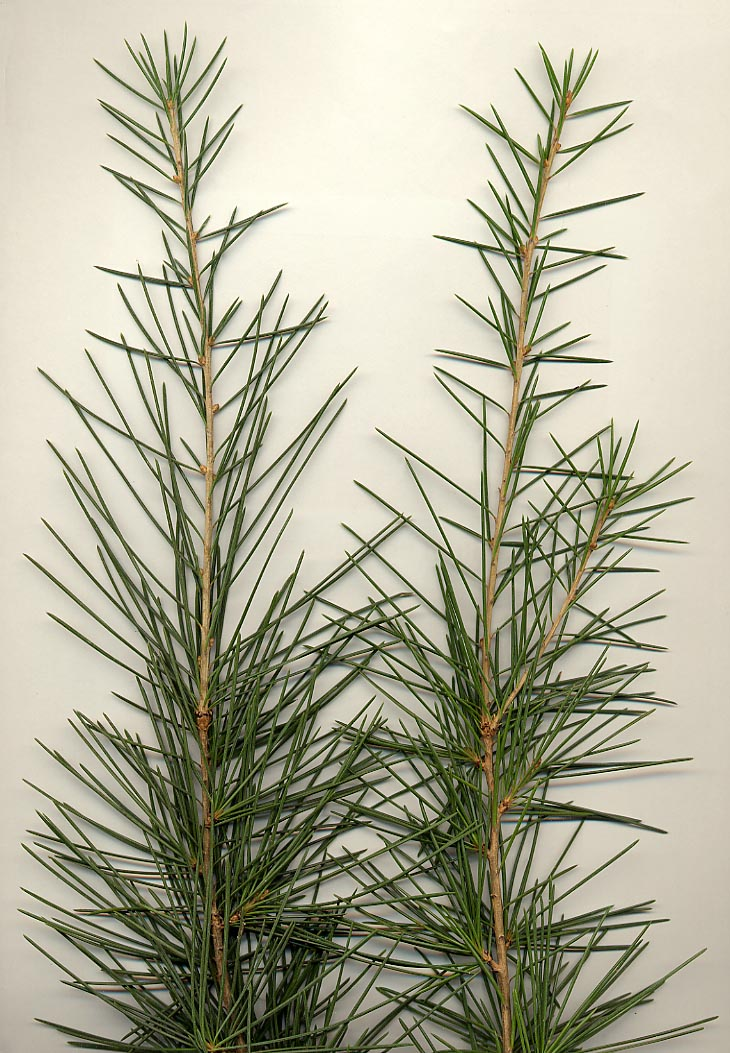
바늘잎
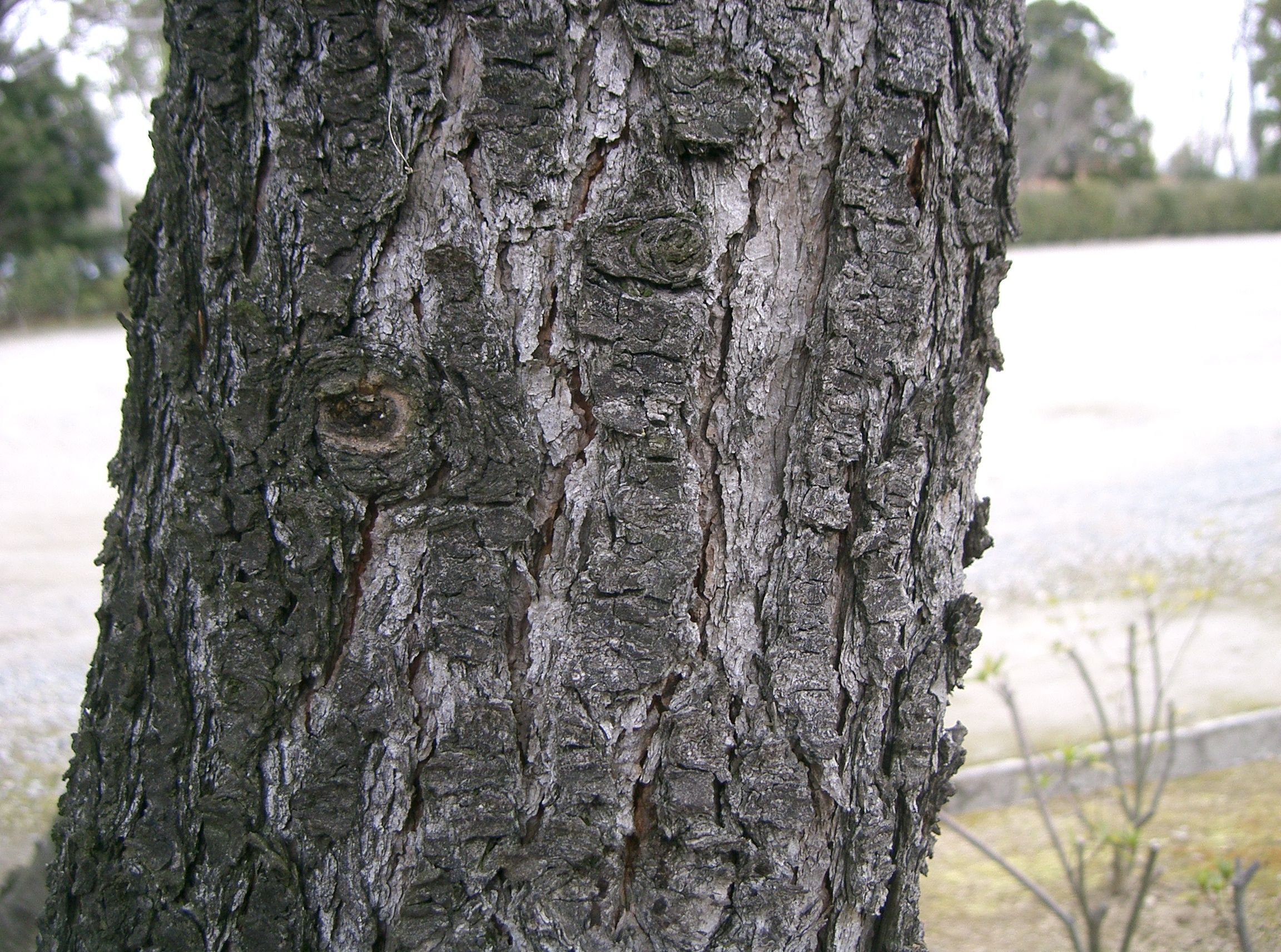
나무 껍질
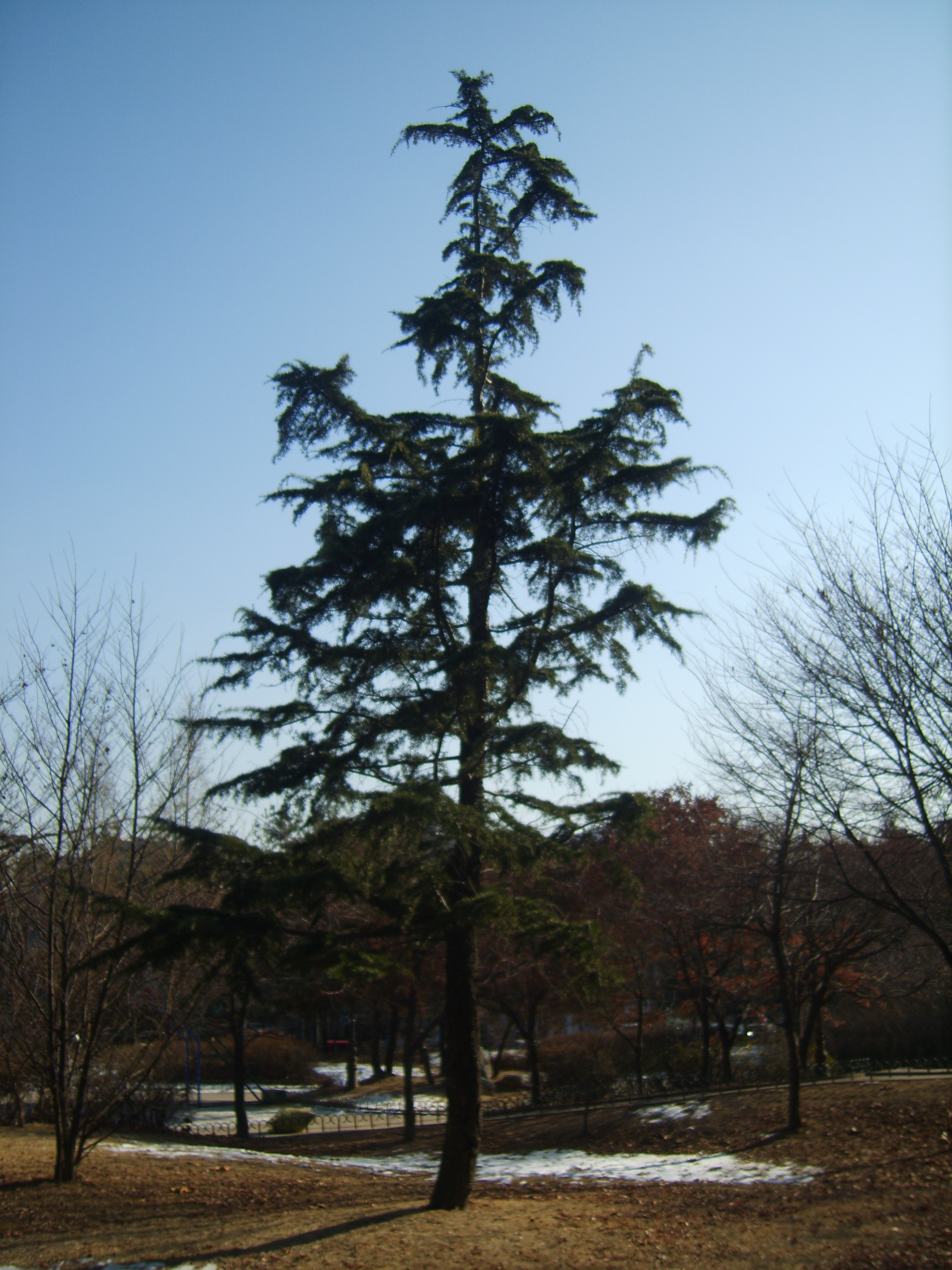
어린 나무
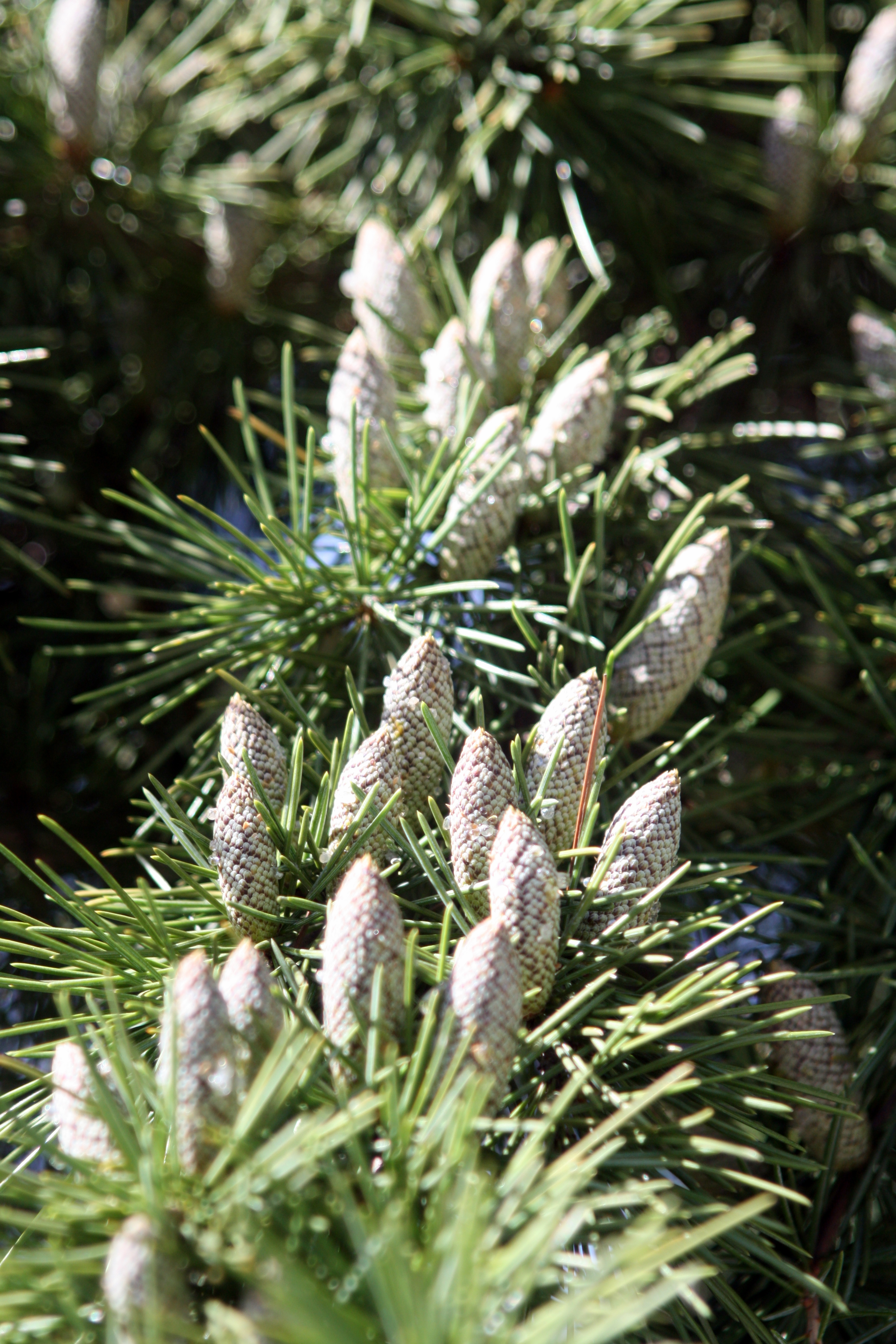
열매

## 참고 서적
- 《조경수목 핸드북》(광일문화사, 2000) ISBN 89-85243-25-X
- 《나무 쉽게 찾기》(진선출판사, 2004) ISBN 978-89-7221-414-4
- 《나무도감》(도서출판 보리, 2001) ISBN 89-8428-060-7